# Charley Varrick
Charley Varrick – amerykański film kryminalny z 1973 w reż. Dona Siegela na podstawie powieści Johna Reese'a pt. The Looters.

## Opis fabuły
Tytułowy Charley Varrick jest byłym pilotem-kaskaderem, który po zakończeniu "kariery" otworzył wraz z żoną Nadine i dwoma znajomymi firmę agrolotniczą. Interes nie szedł najlepiej, więc we czwórkę zaczęli napadać na prowincjonalne, słabo chronione banki. Podczas jednego z takich napadów szczęście ich opuszcza – dochodzi do strzelaniny ze stróżami prawa, w wyniku której ginie jeden z ludzi Varricka i dwóch policjantów, a Nadine zostaje śmiertelnie ranna. Pomimo to udaje mu się jednak wraz z ocalałym wspólnikiem – Sullivanem i pieniędzmi ujść pościgowi. Kiedy przeliczają łup, okazuje się, że jest to dość znaczna suma jak na mały prowincjonalny bank i ponad dwadzieścia razy większa niż oficjalnie podają wiadomości w radio. Charley bez trudu domyśla się, że musi to być jakaś "lewa kasa" mafii, przechowywana w niepozornym banku, która z pewnością będzie chciała ją odzyskać. Zdając sobie sprawę z niebezpieczeństwa, postanawia zniknąć wraz z Sullivanem i pieniędzmi. Nie wie, że w tym samym czasie mafiosi, już rozpoczęli poszukiwania skradzionych pieniędzy. Wynajęty przez nich brutalny Molly, szybko trafia na ślad Charleya, gdy ten próbuje kupić fałszywe dokumenty dla siebie i Sulivana. Molly pod nieobecność Charleya dociera do kryjówki wspólników i zabija Sullivana. Charley wie, że mafia będzie go ścigać zawsze i w końcu dopadnie. Postanawia więc przejąć inicjatywę. Umawia się z jednym z wiceprezesów okradzionego banku i proponuje zwrot pieniędzy. Wie, że ten natychmiast powiadomi gangsterów. W umówionym miejscu spotkania na złomowisku samochodów, dzięki sprytnemu fortelowi i swoim lotniczo-kaskaderskim umiejętnościom, udaje mu się zabić groźnego Molly'ego i sfingować własną śmierć oraz zniszczenie skradzionych pieniędzy. W ostatniej scenie filmu odjeżdża wraz z łupem – teraz nikt już ich nie będzie szukał.

## Role
- Walter Matthau – Charley Varrick
- Andrew Robinson – Sullivan
- Joe Don Baker – Molly
- John Vernon – wiceprezes banku
- Sheree North – kobieta fotograf
- Felicia Farr – sekretarka wiceprezesa
- Woodrow Parfrey – dyrektor banku
- William Schallert – szeryf
- Jacqueline Scott – Nadine, żona Varrick'a
- Benson Fong – mafioso o chińskim wyglądzie

i inni.

## Nagrody
- Nagroda BAFTA w 1974 roku dla Waltera Matthau za najlepszą męską rolę filmową.